# Xanthorhoe nigroalbata
Xanthorhoe nigroalbata là một loài bướm đêm trong họ Geometridae.